# Фрегати типу «Альваро де Басан»
Фрегати типу «Альваро де Басан» (ісп. Clase Álvaro de Bazán), відомі також як фрегати типу F-100 (ісп. clase F-100) — серія з п'яти іспанських фрегатів, які призначені для дій у складі пошуково-ударної групи на чолі з авіаносцем (група «Alpha») у районі Гібралтару. Збудовані на іспанських корабельнях за іноземними проектами. В даний час в строю знаходяться п'ять кораблів цього типу. Назву цей тип фрегатів, отримав на честь знаменитого іспанського адмірала і флотоводця XVI століття Альваро де Басана.
Вартість одиниці становить $540 млн. Ймовірний строк служби фрегатів — 30 років.

## Історія
Проектування велося з вересня 1992 року по липень 1995 року, а потім було продовжено до липня 1996 року в зв'язку з рішенням встановити на кораблі американську БІКС «Іджис». Проект став результатом спільних зусиль з фахівцями Німеччини і Нідерландів (угода підписана 27 січня 1994 роки) в рамках програми створення національних фрегатів (німецького F24 і голландського LCF), де незважаючи на національні відмінності створені кораблі з високим ступенем уніфікації.
Рішення про будівництво чотирьох нових фрегатів було прийнято Радою міністрів Іспанії 24 січня 1997 року

## Конструкція
Корпус зроблений зі сталі AH-36. Є 4 палуби. Передбачено конструктивний кевларовий захист життєво важливих приміщень та протипожежне покриття. Корпус і надбудови виготовлені із застосуванням стелс-технологій.
У проекті закладено запас на 450 тонн водотоннажністі під майбутні модернізації. Таким чином, повна водотоннажність в майбутньому може досягти 6250 тонн.

## Озброєння

### Протикорабельні ракети
Основною протикорабельною зброєю фрегата є 8 ПКР RGM-84F Block 1D «Гарпун» в двох чотирьохконтейнерних пускових установках Mk 141, встановлених в середній частині корабля.

### Протиповітряна оборона
Встановлена на кораблі БІКС «Іджис» у комплекті з системою управління ракетами (СУО Mk 99) забезпечує пуск і наведення зенітних ракет «Стандарт» SM-2 Block III і RIM-162 ESSM. Ракети зберігаються в установках вертикального пуску Mk 41 на 48 комірок, яка розташова у носовій частини корабля перед надбудовою. Одна комірка УВП містить контейнер з ракетою «Стандарт» або 4 ракети ESSM. Типовий боєзапас становить 32 ракети «Стандарт» і 48 ракет ESSM. Два радара підсвічування цілі AN/SPG-62 забезпечує одночасне наведення двох ракет, які перебувають на кінцевій ділянці траєкторії. Ракети «Стандарт» забезпечують протиповітряне прикриття з'єднання у радіусі 150 км.

### Артилерія
На кораблі встановлено 127-мм артилерійська установка Mk 45 американського виробництва з довжиною ствола 54 калібру. Окрім того, є 12-ствольна скорострільна 20-мм АУ «Мерока» 2B (СУАО AESN RAN-30L / X) і дві одноствольні 20-мм зенітні АУ (FABA Dorna)

### Протичовнова зброя
Основною протичовновою зброєю корабля є два 324-мм торпедних апарата Mk 32 Mod 5 для стрільби противочовниковими торпедами Mk 46 Mod 5 (боєзапас 24 торпеди). Окрім того, є два реактивных бомбомета ABCAS/SSTS. Управління противочовниковою зброєю здійснюється СУ DLT-309 з ГАС ENOSA/Raytheon 1160LF в носовому Бульбовому обтічнику. Також є глибоководний ехолот AN/UQN-4, система підводної телефонії EDO Nodel 5400 і можливість установки буксуемої ГАС.
Корабель оснащений протиторпедною системою AN/SLQ-25 Nixie.

### Авіація
На кораблі є палубний ангар для двох вертольотів, однак у звичайний умовах використовує один вертоліт «Seahawk» SH-60B системи LAMPS III Block II. Вертолітна площадка довжиною 26,4 метрів забезпечена світлотехнічним обладнанням і системою примусової посадки RAST.

### Електронне обладнання
Основу бойових систем корабля становить багатофункціональна бойова інформаційно-керуюча система (БІКС) «Іджис» на основі модифікації Baseline 5 Phase III з багатофункціональним радаром AN / SPY-1D. На перших двох кораблях БІКС частково модернізована до рівня Baseline 6 Phase I, на двох наступних — до рівня Baseline 7 Phase I. Специфікації обладнання та програмного забезпечення системи, що забезпечують зв'язок через локальну мережу обладнання іспанського та американського виробництва, розроблені компанією FABA (скор. Від ісп. Fábrica de Artilleria de Bazán). В системі використовуються комп'ютери Hewlett-Packard 743 VME, 14 кольорових дисплеїв SAINSEL CONAM 2000, дві інтегрованих керуючих консолі. Зв'язок з іншими кораблями, літаками і береговими об'єктами здійснюється тактичними системами Link 11/16, а також супутниковою системою SATCOM WSC-3 UHF SATCOM американського виробництва і іспанської SHF SATCOM. Для виявлення надводних та цілей, які низько летять, додатково до AN/SPY-1 використовується радар AN/SPS-67 (RAN-12S). Корабель оснащений оптоелектронної системою Thales «Sirius» і радіо / оптронной системою управління зброєю FABA Dorna.
Засоби електронної протидії включають систему радіотехнічної розвідки CESELSA «Einath» Mk 9500, систему РЕБ Indra SLQ-380 «Aldebaran», а також 4 шестиствольних 130-мм пускових установки для пасивних перешкод SRBOC Mk 36 Mod 2

## Рушійна установка
Головна енергетична установка корабля дизель-газотурбінна, виконана за схемою CODOG (не передбачена спільна робота дизелів і газових турбін). За маршеві двигуни встановлені два середньооборотних дизелі «Bazan/Caterpillar» серії 3600суммарною потужністю 12 000 к.с., у якості форсажу — дві газових турбіни LM2500 фірми General Electric суммарною потужністю 46 648 к.с. Як рушій виступають два п'ятилопатевих гвинти діаметром 4,65 метра з регульованим кроком. Електропостачання забезпечується чотирма дизель-генераторами Bazan/MTU 12C396 потужністю 1,1 МВт кожний.

## Морехідність
Корабель оснащений системою стабілізації хитавиці, до складу якої входять активні стерна і скулові кілі. Застосування зброї забезпечується при хвилюванні моря до 6 балів включно.

## Склад серії
| Назва                          | Номер | корабельня | Закладений | Спущений   | в строю    | Статус     | Порт приписки | Примітки |
| ------------------------------ | ----- | ---------- | ---------- | ---------- | ---------- | ---------- | ------------- | -------- |
| Альваро де Басан (F-101)       | F-101 | Navantis   | 14.06.1999 | 27.10.2000 | 19.09.2002 | В строю    | Ферроль       |          |
| Адмирал Хуан де Бурбон (F-102) | F-102 | Navantis   | 27.10.2000 | 28.02.2002 | 03.12.2003 | В строю    | Ферроль       |          |
| Блас де Лесо (F-103)           | F-103 | Navantis   | 28.02.2002 | 16.05.2003 | 16.12.2004 | В строю    | Ферроль       |          |
| Мендес Нуньєс (F-104)          | F-104 | Navantis   | 16.05.2003 | 12.11.2004 | 28.02.2006 | В строю    | Ферроль       |          |
| Крістобаль Колон (F-105)       | F-105 | Navantis   | 29.6.2007  | 4.11.2010  | 23.10.2012 | В строю    | Ферроль       |          |
| Juán de Austria                | F-106 | Navantis   |            |            |            | Скасований |               | [ 5 ]    |

## Фото

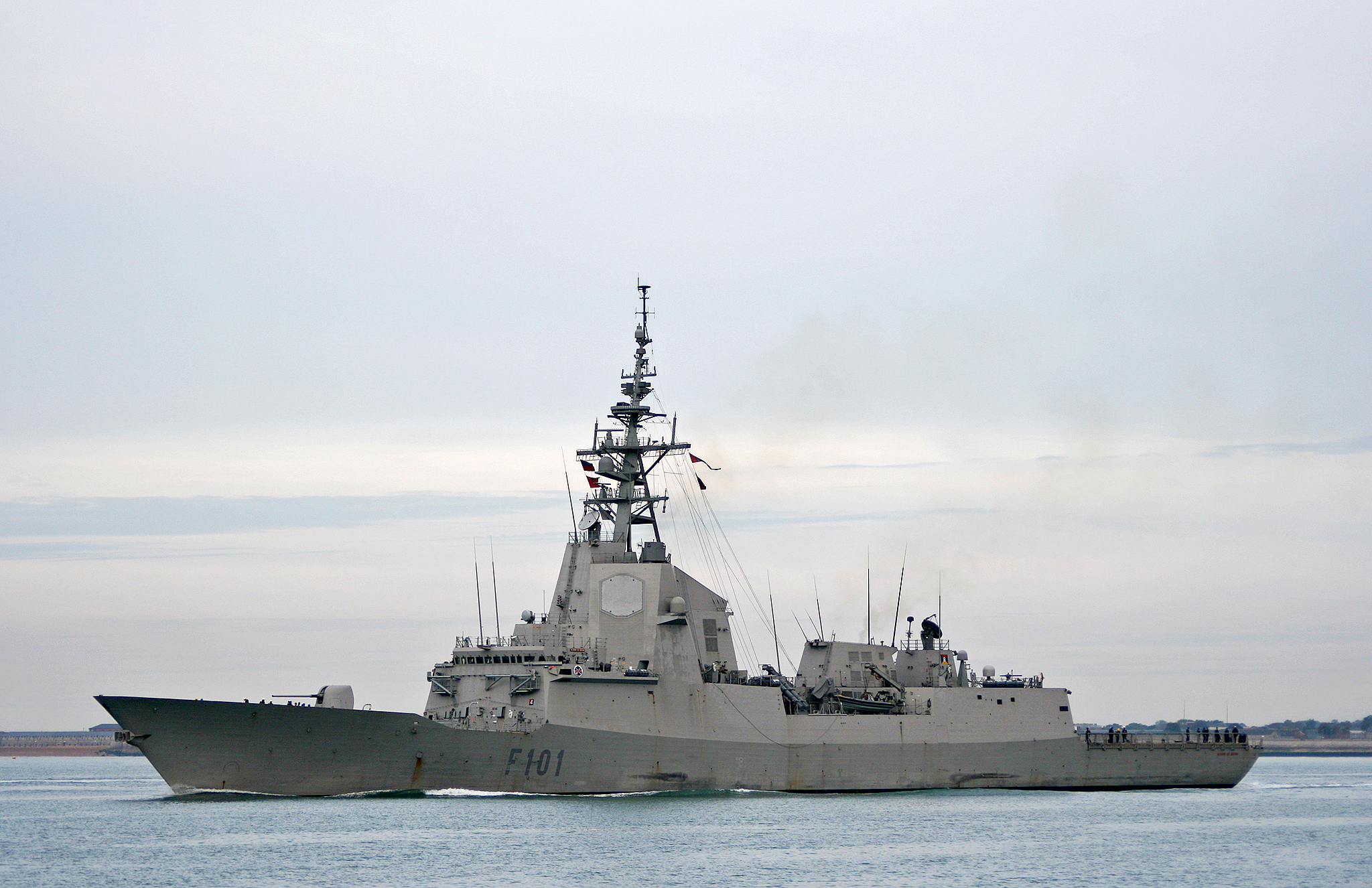
F101 «Альваро де Басан»
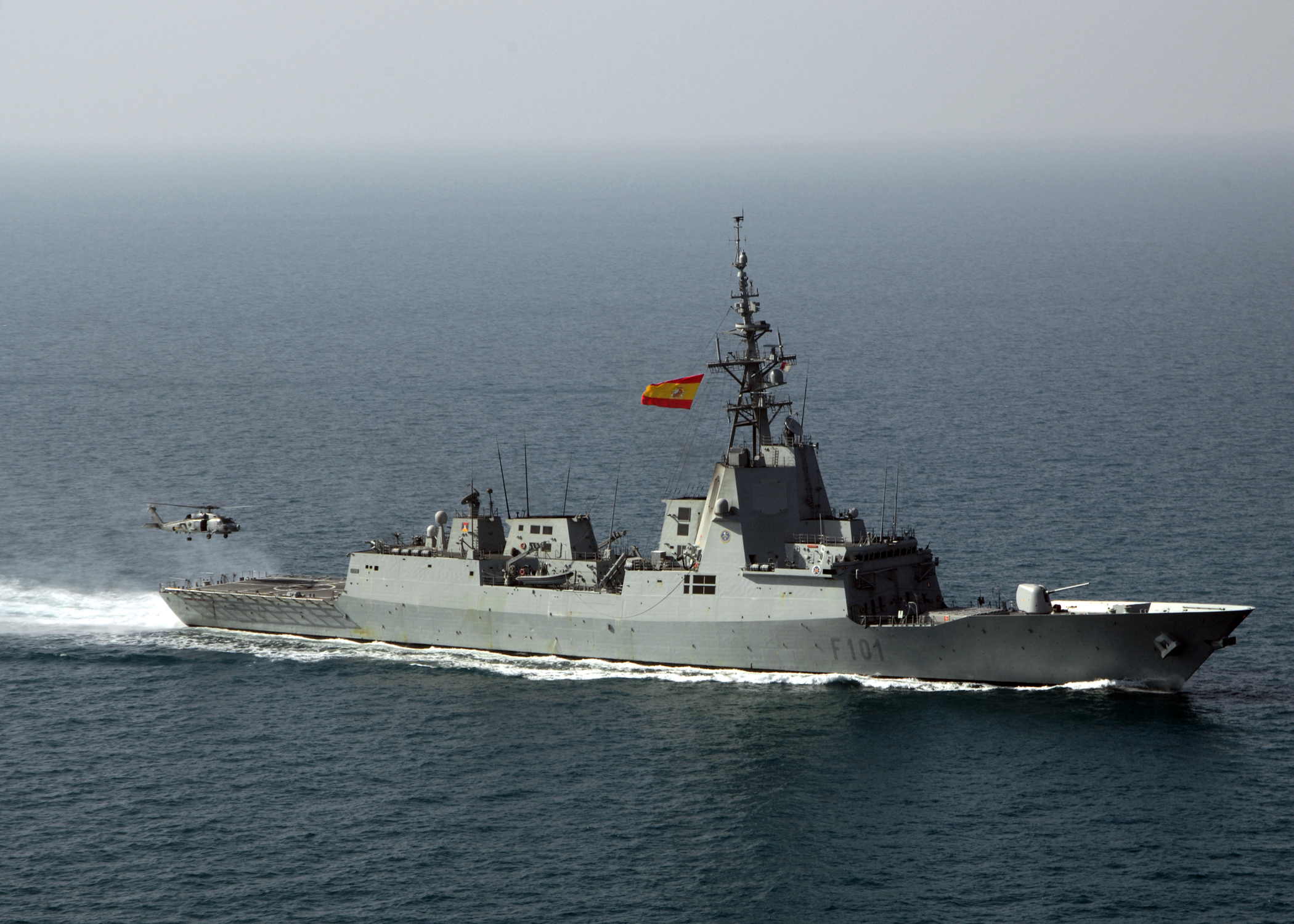
F101 «Альваро де Басан»
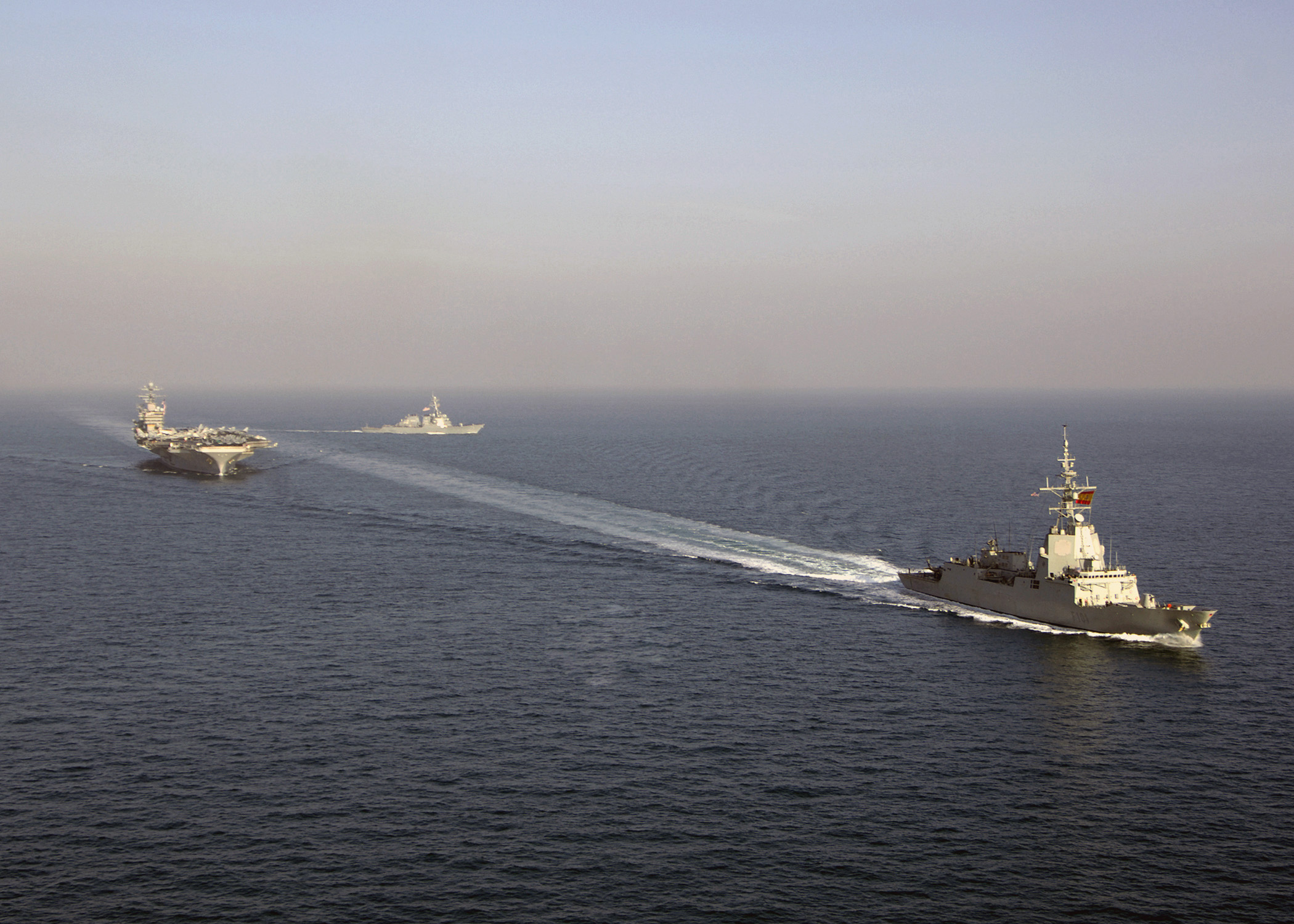
F101 «Альваро де Басан»
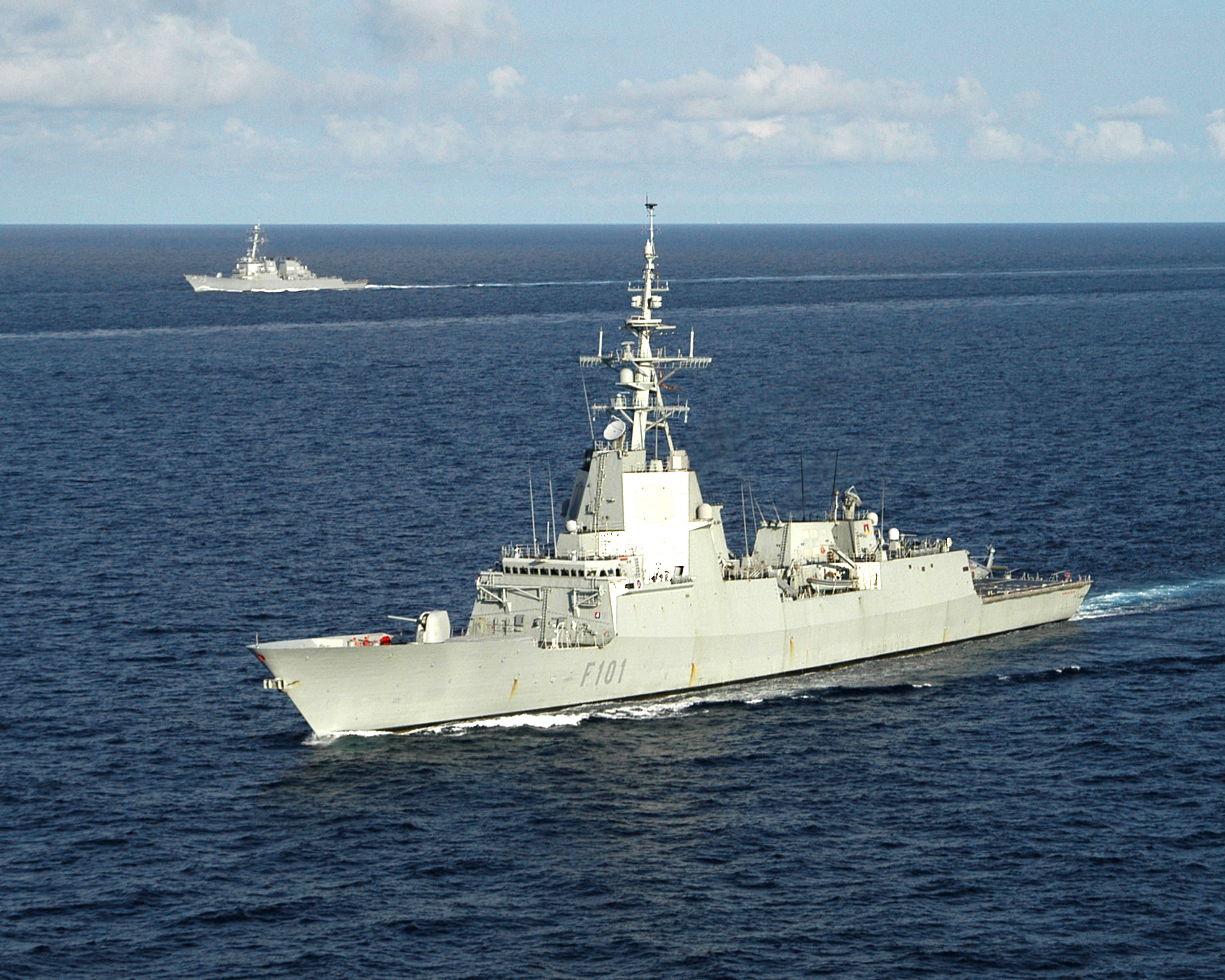
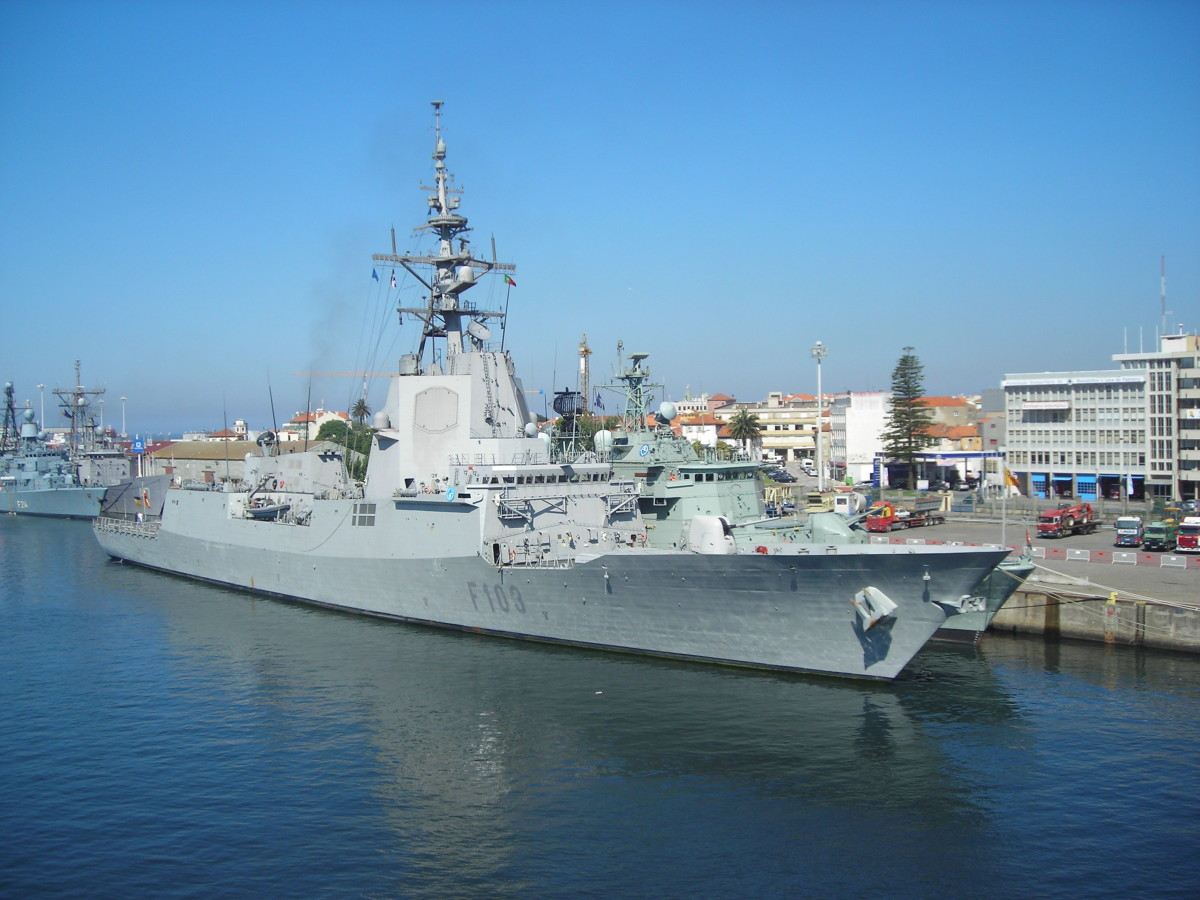
F103 «Блас де Лезо»
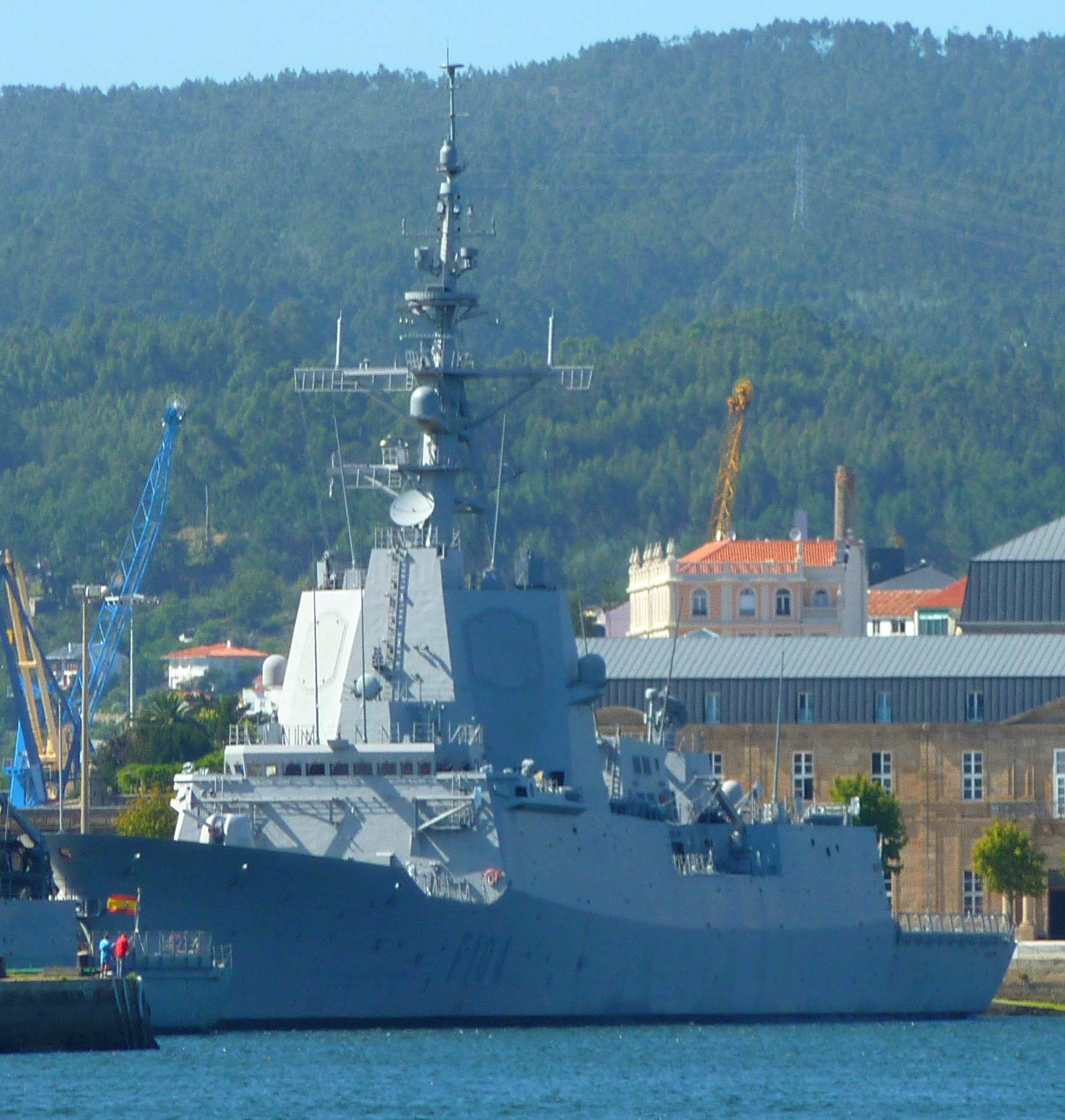
F104 «Мендес Нуньес»
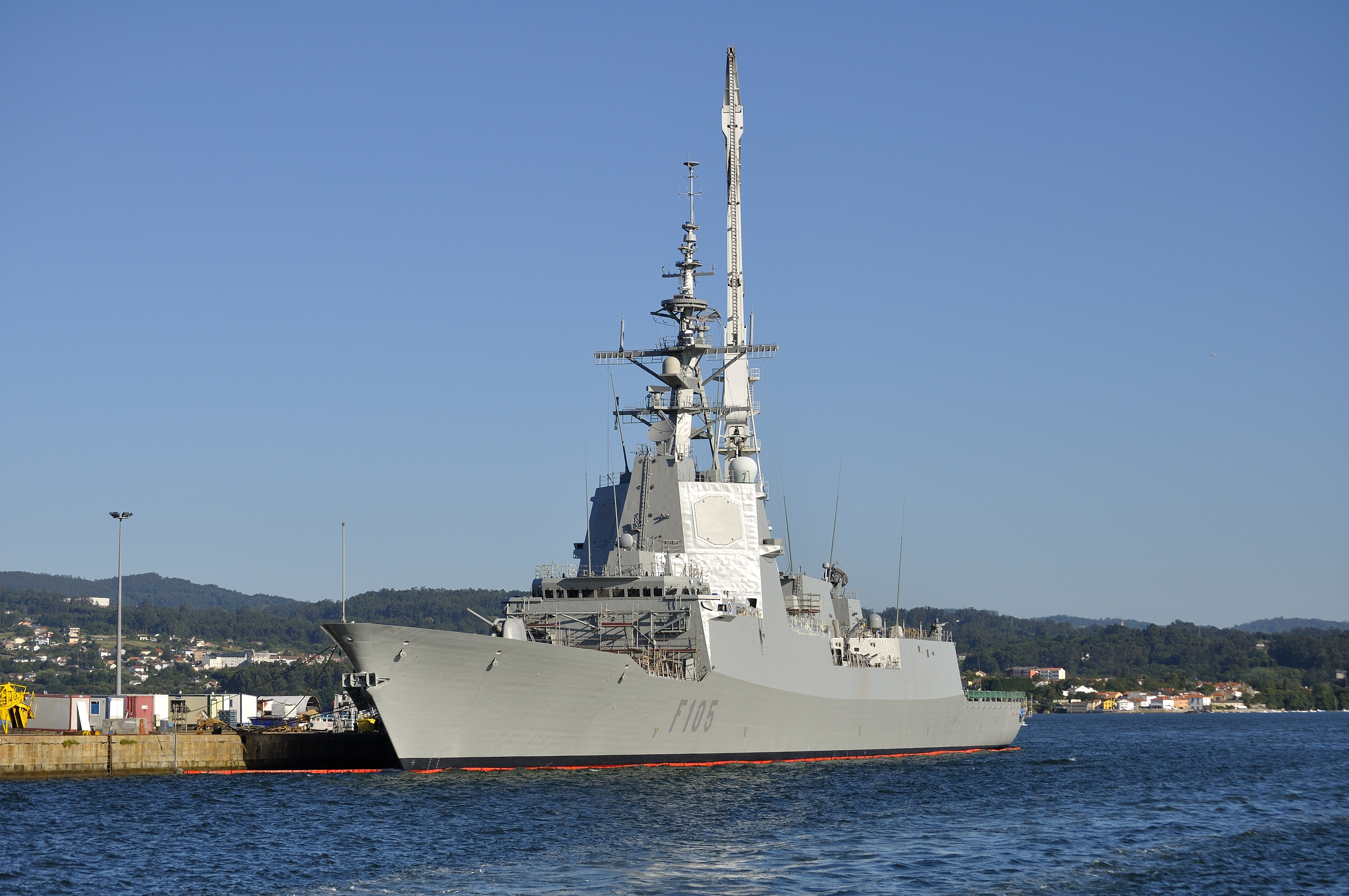
F105 «Христофор Колумб»